# Коханово
Ко́ханово (біл. Коханава) — селище міського типу в Вітебській області Білорусі, у Толочицькому районі.
Населення — 4,7 тисяч осіб (2006).

## Люди
В селищі народилися:
- Голубович Василь Васильович (1910—1991) — радянський художник театру і педагог.